# パラグアイ内戦
パラグアイ内戦とは、パラグアイにおいて1947年の3月から8月まで続いた武力衝突である。
1940年、イヒニオ・モリニゴ大統領は憲法を停止し、政党を禁止した。彼の支配への抵抗はゼネラル・ストライキと学生の暴動を引き起こした。1946年、モリニゴは政治活動を合法化し、二月党とコロラド党からなる内閣を組織した。二月党員は1947年初頭に連立を破棄し、これに対して怒ったモリニゴはコロラド党を支持するようになった。
二月党員は自由党及びパラグアイ共産党と共同戦線を張り、ラファエル・フランコはパラグアイ軍を反乱軍として率いて内戦が勃発し、以前は忠誠を保っていた軍も、海軍のほぼ全てと陸軍の一部が反乱に加わった。モリニゴは、アルフレド・ストロエスネルも加わっていたコロラド党を助け、反撃に成功すると結局は優勢に至り、1947年8月には決定的な反撃を加えて国家の支配を完全なものにし、勝利した。